# 橘長盛
橘 長盛（たちばな の ながもり）は、平安時代前期の貴族・歌人。大膳大夫・橘春成の孫。尾張守・橘秋実の七男。官位は従五位下・長門守。

## 経歴
醍醐朝において、大膳少進・少監物を経て、兵部丞・式部丞を歴任。延喜13年（913年）従五位下に叙爵し、のち長門守に任ぜられて地方官に転じた。
勅撰歌人であり、宇多天皇の布引滝行幸に従った際に詠んだ和歌1首が『古今和歌集』に採録されており、神戸市中央区の布引の滝に歌碑がある。

## 官歴
『古今和歌集目録』による。
- 寛平9年（897年） 2月14日：大膳少進
- 昌泰2年（899年） 4月2日：少監物
- 延喜6年（906年） 2月1日：兵部少丞
- 延喜8年（908年） 2月23日：兵部大丞
- 延喜9年（909年） 正月11日：式部少丞
- 延喜11年（911年） 正月13日：式部大丞
- 延喜13年（913年） 正月：従五位下
- 延喜26年（926年） 日付不詳：長門守

## 系譜
注記のないものは『尊卑分脈』による。
- 父：橘秋実
- 母：秋篠氏成の娘[3]
- 妻：棟良王の娘[4]
  - 男子：橘直幹
- 生母不明の子女
  - 男子：橘忠幹（912-955）

二人の子息（直幹：『後撰和歌集』、忠幹『拾遺和歌集』『続古今和歌集』）も勅撰歌人である。